# SW Гончих Псов
SW Гончих Псов (лат. SW Canum Venaticorum) — одиночная переменная звезда в созвездии Гончих Псов на расстоянии приблизительно 12 763 световых лет (около 3913 парсек) от Солнца. Визуальная звёздная величина звезды — от +13,44m до +12,03m.
Открыта Лукасом Плаутом в 1931 году*.

## Характеристики
SW Гончих Псов — жёлто-белая пульсирующая переменная звезда типа RR Лиры (RRAB) спектрального класса F4-F6. Радиус — около 4,35 солнечного, светимость — около 29,72 солнечной. Эффективная температура — около 6458 K.